# Internationella filmfestivalen i Locarno

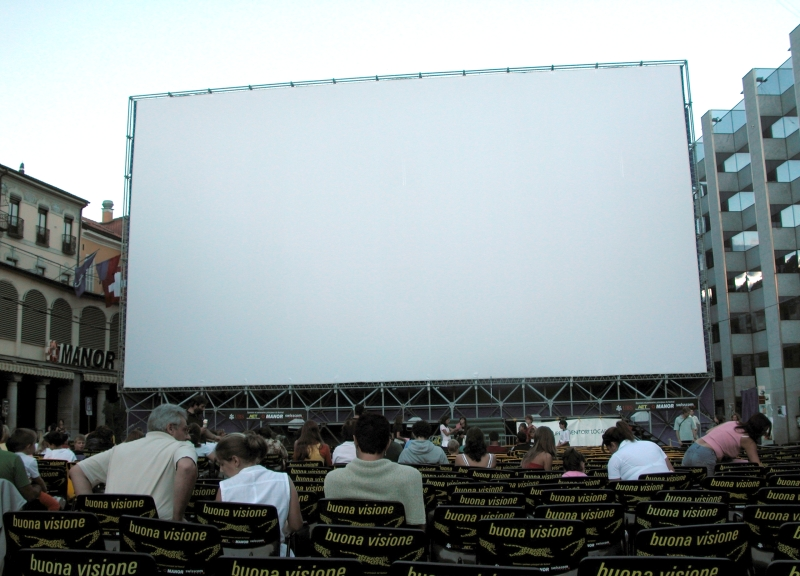
Filmduken på Piazza Grande.

Internationella filmfestivalen i Locarno (italienska: Festival internazionale del film Locarno) är en internationell filmfestival som hålls varje år i staden Locarno i Schweiz. Festivalen grundades 1946 och hålls i augusti månad varje år. Filmfestivalen hålls utomhus på Piazza Grande (centraltorget), med plats för 8 000 åskådare.

## Priser
Toppriset i festivalen är Guldleoparden (Pardo d'oro) som sedan 1968 tilldelas den bästa filmen i huvudtävlan. Andra priser som delas ut är "Pardo d'argento" ('Silverleoparden') för andrapriset och "Pardo di bronzo" ('Bronsleoparden') för bästa skådespelare och skådespelerska.